# Petite Coumanie

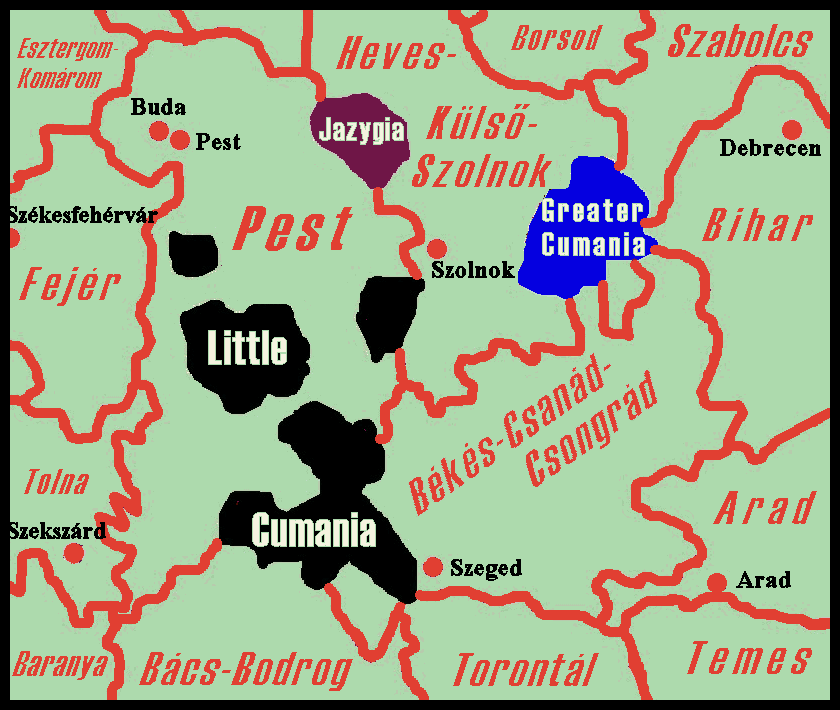
La Petite Coumanie en noir, sur la carte des comitats hongrois du XVIIIe siècle.

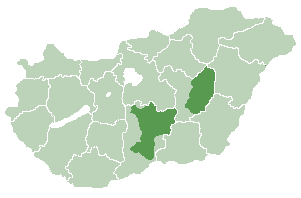
La Petite Coumanie au sud-ouest et la Grande Coumanie au nord-est, en vert foncé sur la carte des départements hongrois d'aujourd'hui.

La Petite Coumanie (en latin : Cumania minor) est une région historique et géographique de Hongrie enclavée dans l'actuel département de Bács-Kiskun, s'étendant entre le Danube et la Tisza.

## Description
S'étendant sur une superficie de 2 423 km2 entre Kalocsa et Szeged, la « Petite Coumanie » (en hongrois : Kis Kun, en latin : Cumania minor) est paradoxalement plus vaste que la « Grande Coumanie » (en hongrois : Nagy Kun, en latin : Cumania major) mais les deux régions tirent leur nom des Coumans ou Polovtses, peuple cavalier turcophone de la steppe pontique, qui avait dominé un vaste territoire entre le bas-Danube et la Volga avant d'en être évincé par les Tatars au XIIIe siècle et d'être assimilé par les Hongrois, les Roumains ou les Russes.
Le chef-lieu de la « Petite Coumanie » était Kiskunfélegyháza signifiant « moitié d'église de la petite Coumanie ». Sa population s'élevait en 1876 à 80 000 habitants, pour moitié catholiques et protestants, qui vivaient d'élevage de bétail et de chevaux, ainsi que de cultures céréalières.